# 画太郎先生ありがとう いつもおもしろい漫画を描いてくれて…
『画太郎先生ありがとう いつもおもしろい漫画を描いてくれて…』（がたろうせんせいありがとう いつもおもしろいまんがをかいてくれて…）は、漫☆画太郎の漫画短編集。デビュー作他、2000年当時の単行本未収録の短編作品をほぼ収録している。
コミックスの帯では電気グルーヴのピエール瀧が絶賛のコメントを寄せている。
収録作の内『ババアゾーン』と『たのしい遠足』は、2004年にオムニバス映画作品『漫☆画太郎SHOW ババアゾーン（他）』として短編映画化された。

## 内容
人間なんてラララ
『週刊少年ジャンプ』1990年6号掲載。第1回GAGキング受賞作であり、デビュー作。東大生にして犯罪者の主人公と老人たちの対決を描く。
4コママンガ
『週刊少年ジャンプ』1991年3・4合併号掲載。『珍遊記』の山田太郎が、ネズミーランドに行ったり、サンタさんを待ったりする。
DRAGON BALL外伝
『週刊少年ジャンプ』1990年28号掲載。給食の汁を完食できず担任とともに居残りをさせられる太郎。業を煮やした担任から今日が水曜日であることを告げられた太郎は『ドラゴンボールZ』を思い出す。
エスカレーション
『週刊少年ジャンプ増刊 1990年Summer Special』掲載。遅刻常習犯の中学生・山田太郎。今日も学校に遅刻し、なんとか教室に忍び込もうとするも担任のゴリポン先生に見つかってしまい、体罰を受けることになってしまう。太郎はPTA会長の母をダシにして体罰を回避しようとするが、ゴリポン先生はこの場から生きて帰さないことを宣言し、太郎に「文部省推薦体罰 百たたき地獄」を敢行する。しかし体罰を耐え抜いた太郎は古来中国より伝わる幻の暗殺拳を披露し、この技を会得するために去年1年間中国へ留学していたことを明かす。さらに太郎の「集英拳奥義 腐汰覇鼎屍冥（ふたばていしめい）」を忍法でかわしたゴリポン先生は、自身の一族が代々徳川家に仕える忍者であることを明かし、2人の戦いは本来の自分をどんどん明かしながらエスカレーションしていく。
太郎にも描けるまんが教室
『週刊少年ジャンプ増刊 1990年Winter Special』掲載。漫画家志望の山田太郎が漫☆画太郎の豪邸に行く。
災いは口のもと…
『週刊少年ジャンプ増刊 1993年Spring Special』掲載。1944年9月16日、就寝中に光に包まれたお化けを目撃した山田太郎少年。誰にもそのことを信じてもらえず法螺吹き呼ばわりされた太郎は、その後の人生を大きく狂わされてしまう。しかし70年後、太郎は想像だにしない形でお化けの正体を知ることとなる。
ババアゾーン
『週刊少年ジャンプ』1995年5・6合併号掲載。最エロのエロ本を買いたいが、生来の気弱さから実行できない中学生・エロ本買蔵。本屋からの帰り道、遭遇した異形の老婆から心臓に毛の生える薬を貰う。
ババアゾーン2
『週刊少年ジャンプ』1995年16、17号掲載。『ババアゾーン』の第2作目。鬼嫁・まさ子に日夜虐げられる老婆。こしひかり30kgをささにしきに取り替えるためのお使いの途中、異形の老婆から鬼になれるという面を受け取る。
たのしい遠足
『月刊少年ジャンプ』1995年9月号掲載。大の野菜嫌いの小学生・山田太郎は遠足中にバスの中で吐瀉物まみれの野菜汁を担任から飲まされる夢を見て、バスの中で嘔吐する。それにつられた運転手・鈴木が嘔吐したことによりバスは崖下に転落し、爆発。生き残った高木、委員長、担任とともに太郎は崖下からの生還を目指す。
新・太郎にも描けるまんが教室
『週刊少年ジャンプ』1991年34 - 38号掲載。『珍遊記』の山田太郎が漫画家を目指す過程を描く漫画。
けぶこ
未発表作。ある日突然毛深くなってしまった女子高生けぶこの物語。
ちびっ子まんが家ケンちゃん
週刊少年ジャンプ製作『漫画テキストブック パート4 ギャグ漫画編』掲載。漫画家志望の少年ケンちゃんが集英社に漫画を持ち込む。
わらってごらん
『月刊少年ジャンプ』2000年10月号、2001年1月号掲載。疲れた顔の現代人に相田みつを風に笑顔を勧める。
バカでも覚える英単語
特別付録。語呂合わせを利用したイラスト付の英単語帳。単語はabc順で収録されている。

## 書籍情報
ジャンプ・コミックス デラックスより発売。
- ISBN：ISBN 4-08-859161-5
- 刊行：2000年12月9日